# It Could Happen Tomorrow
It Could Happen Tomorrow (en español: "Podría pasar mañana") es una serie de televisión de The Weather Channel de Estados Unidos que, al igual que series como Mega Desastres y Un Perfecto Desastre, proyecta varios escenarios de desastres naturales en las ciudades estadounidenses que corren peligro de ser destruidas. 

## Temporada uno
| Evento                 | Ciudad                     |
| ---------------------- | -------------------------- |
| Huracán                | Nueva York                 |
| Tornado F5             | Dallas, Texas              |
| Erupción Mount Rainier | Orting, Washington         |
| Tsunami                | Anchorage                  |
| Terremoto              | Memphis (Tennessee)        |
| Inundación             | Sacramento (California)    |
| Incendio forestal      | San Diego (California)     |
| Terremoto              | San Francisco (California) |
| Inundación             | Boulder, Colorado          |
| Huracán                | Nueva Orleans              |

El episodio del Huracán Katrina fue hecho semanas antes del evento, por lo que después de que efectivamente ocurriera fue transmitido como episodio perdido.

## Segunda temporada
| Evento            | Ciudad                        |
| ----------------- | ----------------------------- |
| Tornado F5        | Chicago                       |
| Huracán           | Houston                       |
| Tornado F5        | San Luis (Misuri)             |
| Tsunami           | Hawái                         |
| Terremoto         | Seattle                       |
| Incendio forestal | Austin                        |
| Terremoto         | Las Vegas                     |
| Tornado F4        | Washington D. C.              |
| Huracán           | Miami                         |
| Huracán           | Savannah                      |
| Terremoto         | Charleston (Carolina del Sur) |
| Incendio forestal | Los Ángeles                   |
| Huracán           | Tampa                         |